# Ulrikke Augusta Vilhelmine Moltke
Ulrikke Augusta Vilhelmine lensgrevinde Schack, født komtesse Moltke (30. april 1740 i Stege – 7. april 1763 i København) var en dansk adelsdame.
Hun var datter af overhofmarskal Adam Gottlob Moltke og dennes 1. hustru Christiane Frederikke Brüggmann og blev 7. januar 1757 gift i Christiansborg Slotskirke med grev Hans Schack til grevskabet Schackenborg (1735-1796).
Fra 7. januar til 8. marts 1757 var hun hofdame hos dronning Juliane Marie og blev 31. marts 1758 Dame de l'union parfaite.
Hun døde allerede som 22-årig og er begravet i Det Schackske Kapel i Møgeltønder Kirke.